# (227770) Wischnewski
(227770) Wischnewski ist ein Hauptgürtelasteroid, der am 30. Oktober 2006 von Wolfgang Ries von der Sternwarte Altschwendt (Österreich) aus entdeckt wurde und die vorläufige Bezeichnung 2006 US289 erhielt. 2012 wurde er von der Internationalen Astronomischen Union (IAU) nach dem Astrophysiker und Buchautor Erik Wischnewski benannt.
Die Widmung lautet:
„Erik Wischnewski (b. 1952) has been a lecturer at adult education centers and planetaria since 1972 and is an author of several astronomical textbooks. His work contributes to the German-language astronomical education..“